# Alex O'Loughlin
Alex O'Loughlin (født 24. august 1976 i Canberra) er en australisk skuespiller, kendt for sine roller i filmen The Back-Up Plan, Oyster Farmer, Feed og tv-serierne Hawaii Five-0 og Moonlight.
Han er af irlandsk og skotsk herkomst. Han er uddannet på Macquarie Primary School.